# Żeglarstwo na Letnich Igrzyskach Olimpijskich 1928 – klasa 8 metrów
Zawody w żeglarskiej klasie 8 metrów podczas IX Letnich Igrzysk Olimpijskich odbyły się w dniach 2–9 sierpnia 1928 roku na wodach Zuiderzee.

## Informacje ogólne
Do zawodów zgłosiło się osiem liczących maksymalnie sześciu żeglarzy załóg reprezentujących osiem krajów.
Zawody składały się z łącznie z siedmiu wyścigów, z których pierwsze cztery stanowiły eliminacje. Do finałowych trzech awansowały jedynie te załogi, które przynajmniej w jednym z wyścigów eliminacyjnych uplasowały się w czołowej trójce. Zwycięzcą zawodów zostawał jacht, który wygrał najwięcej wyścigów. W przypadku remisu o końcowej kolejności decydowała większa liczba wyższych lokat.
Dzięki zwycięstwu w trzech wyścigach w całych regatach triumfował francuski jacht L'Aile VI.

## Wyniki
| złoto  | Donatien Bouché André Derrien Virginie Hériot André Lesauvage Jean Lesieur Carl de la Sablière                           | L'Aile VI   | 7 | 1 | DNS | 2   | 4   | 1   | 1   |
| srebro | Johannes van Hoolwerff Lambertus Doedes Hendrik Kersken Gerard de Vries Lentsch Cornelis van Staveren Maarten de Wit     | Hollandia   | 1 | 3 | 1   | 3   | 2   | 2   | 3   |
| brąz   | Clarence Hammar Tore Holm Carl Sandblom John Sandblom Philip Sandblom Wilhelm Törsleff                                   | Sylvia      | 3 | 4 | 2   | 1   | 1   | 4   | 2   |
| 4      | Francesco Giovanelli Carlo D'Albertis Marcantonio De Beaumont-Bonelli Edoardo Moscatelli Mario Bruzzone Guido Giovanelli | Bamba       | 8 | 2 | DNF | DSQ | 5   | 3   | DNS |
| =      | Bernhard Lund Magnus Konow Jens Salvesen Wilhelm Wilhelmsen                                                              | Noreg       | 2 | 8 | DNF | DNF | 3   | 5   | DNS |
| 6      | Owen Churchill Manfred Curry Frank Hekma Nicholas Hekma Ben Weston                                                       | Babe        | 6 | 6 | 3   | DNF | DNS | DNS | DNS |
| 7      | Ernest Roney Philip Falle Thomas Riggs Margaret Roney Thomas Skinner Esmond Roney                                        | Feo         | 4 | 5 | DNS | DNF |     |     |     |
| 8      | Rafael Iglesias Miguel Bosch Pedro Dates Carlos Serantes Horacio Seeber                                                  | Cupidon III | 5 | 8 | 4   | DNS |     |     |     |